# Canton de Saint-Lô-Est
Le canton de Saint-Lô-Est est une ancienne division administrative française, située dans le département de la Manche et la région Basse-Normandie.
Le canton est né du démembrement du canton de Saint-Lô par le décret du 15 janvier 1982.

## Administration
Canton créé en 1982 (voir ci-dessous pour les conseillers du canton de Saint-Lô avant 1982).
| Période  | Période      | Identité         | Étiquette      | Qualité                                                                    |
| -------- | ------------ | ---------------- | -------------- | -------------------------------------------------------------------------- |
| 1982     | 1988         | René Lebrun      | UDF            | Adjoint au maire de Saint-Lô                                               |
| 1988     | 2001         | Michel Levilly   | PS             | Professeur de géographie, premier adjoint au maire de Saint-Lô (1989-1995) |
| 2001     | 2007 (décès) | Michel Lelandais | UDF puis MoDem | Premier adjoint au maire de Saint-Lô (1995-2007)                           |
| déc 2007 | mars 2008    | Claude Ginard    | DVD            | Retraité, conseiller municipal de Saint-Lô                                 |
| 2008     | 2015         | Christine Le Coz | PS             | Infirmière, conseillère municipale de Saint-Lô                             |

### Élection de mars 2001
Au premier tour, Michel Lelandais (UDF) avait obtenu 49,12 % des suffrages, Michel Levilly (PS) 40,31 %, Gilbert Boudin (PCF) 5,87 % et Francis Moulin (FN) 4,69 %.
Au second tour, Michel Lelandais l'avait emporté avec 59,64 %.

### Élection partielle de 2007
Michel Lelandais (15 mai 1942-13 octobre 2007) meurt avant la fin de son mandat, soit cinq mois avant les prochaines élections situés en mars 2008. Une demande est faite par le conseil général pour ne pas renouveler son mandat, de même que pour Jean-Claude Lemoine dans le canton de Tessy-sur-Vire. L'État refuse en invoquant la loi et des élections partielles ont finalement lieu en décembre 2007.
Six candidats se présentent au premier tour. Le deuxième tour voit s'imposer M. Ginard, candidat de la majorité municipale, avec une avance de 71 voix sur son adversaire.
| Candidat            | Parti | Suffrage (1er tour) | Suffrage (2e tour) |
| ------------------- | ----- | ------------------- | ------------------ |
| Jacques Declosmenil | MRC   | 8,06 %              | -                  |
| Claude Ginard       | DVD   | 45,18 %             | 51,18 %            |
| Bernard Jouenne     | PC    | 3,29 %              | -                  |
| Christine Le Coz    | PS    | 30,14 %             | 48,82 %            |
| Jean-Claude Marivin | MoDem | 6,55 %              | -                  |
| Pascal Poisson      | Verts | 6,78 %              | -                  |

### Élection de 2008
Pour cette élection, seuls quatre candidats se présentent car la gauche a adopté une stratégie de rassemblement aux élections municipales. Les candidats du deuxième tour sont les mêmes qu'en décembre 2007 mais c'est Christine Le Coz qui l'emporte.
| Candidat            | Parti | Suffrage (1er tour) | Suffrage (2e tour) |
| ------------------- | ----- | ------------------- | ------------------ |
| Claude Ginard       | DVD   | 44,23 %             | 43,54              |
| Christine Le Coz    | PS    | 44,67 %             | 56,46              |
| Jean-Claude Marivin | MoDem | 6,50 %              | -                  |
| Françoise Vindard   | LO    | 4,61 %              | -                  |

### Ancien canton de Saint-Lô
Conseillers généraux de l'ancien canton de Saint-Lô
| Période | Période | Identité         | Étiquette    | Qualité                              |
| ------- | ------- | ---------------- | ------------ | ------------------------------------ |
| 1922    | 1940    | Léopold Delisle  | Conservateur | Avocat                               |
| 1945    | 1959    | Georges Lavalley | RGR          | Maire de Saint-Lô (1945-1953)        |
| 1959    | 1967    | Henri Liébard    | SE           | Maire de Saint-Lô (1953-1971)        |
| 1967    | 1973    | Jean Bariteaud   | RI           |                                      |
| 1973    | 1982    | Henri Liébard    | DVD          | Ancien maire de Saint-Lô (1953-1971) |

### Circonscription législative
Le canton participe à l'élection du député de la première circonscription de la Manche, avant et après le redécoupage des circonscriptions pour 2012.

## Composition

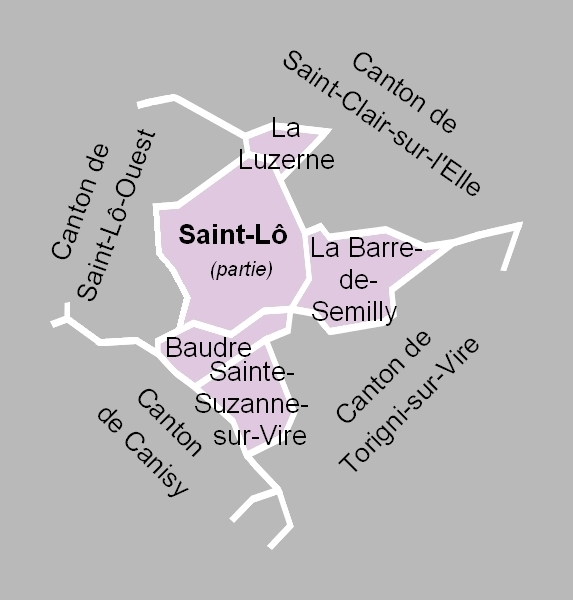
La carte des communes du canton. Les cantons limitrophes étaient ceux de Saint-Lô-Ouest, de Saint-Clair-sur-l'Elle, de Torigni-sur-Vire, et de Canisy.

Le canton de Saint-Lô-Est comptait 13 739 habitants en 2012 (population municipale) et se composait d’une fraction de la commune de Saint-Lô et de quatre autres communes :
- La Barre-de-Semilly ;
- Baudre ;
- La Luzerne ;
- Sainte-Suzanne-sur-Vire ;
- Saint-Lô (fraction).

Bureaux de vote de Saint-Lô compris dans ce canton :
- BV03 – École Jules Ferry
- BV04 – École du Bouloir
- BV073– École Sainte-Croix
- BV08 – École Schweitzer
- BV03 – École René Gendrin
- BV03 – École Calmette et Guérin
- BV03 – École de l'Aurore
- BV03 – École Jules Verne/Saint-Exupery

À la suite du redécoupage des cantons pour 2015, les quatre communes entières et la presque totalité de la partie de Saint-Lô de ce canton sont rattachées au canton de Saint-Lô-2. Seuls les lieux-dits la Ferme de Périers et la Jardinière de Bas sont intégrés au canton de Saint-Lô-1.

### Ancienne commune
L'ancienne commune de Sainte-Croix-de-Saint-Lô, absorbée en 1963 par Saint-Lô était la seule commune supprimée, depuis la création des communes sous la Révolution, incluse dans le territoire antérieur à 2015, du canton de Saint-Lô-Est.

## Démographie
| 1982 | 1990   | 1999   | 2006   | 2011   | 2012   |
| ---- | ------ | ------ | ------ | ------ | ------ |
| -    | 15 715 | 14 321 | 13 632 | 13 297 | 13 739 |